# Andy McCluskey

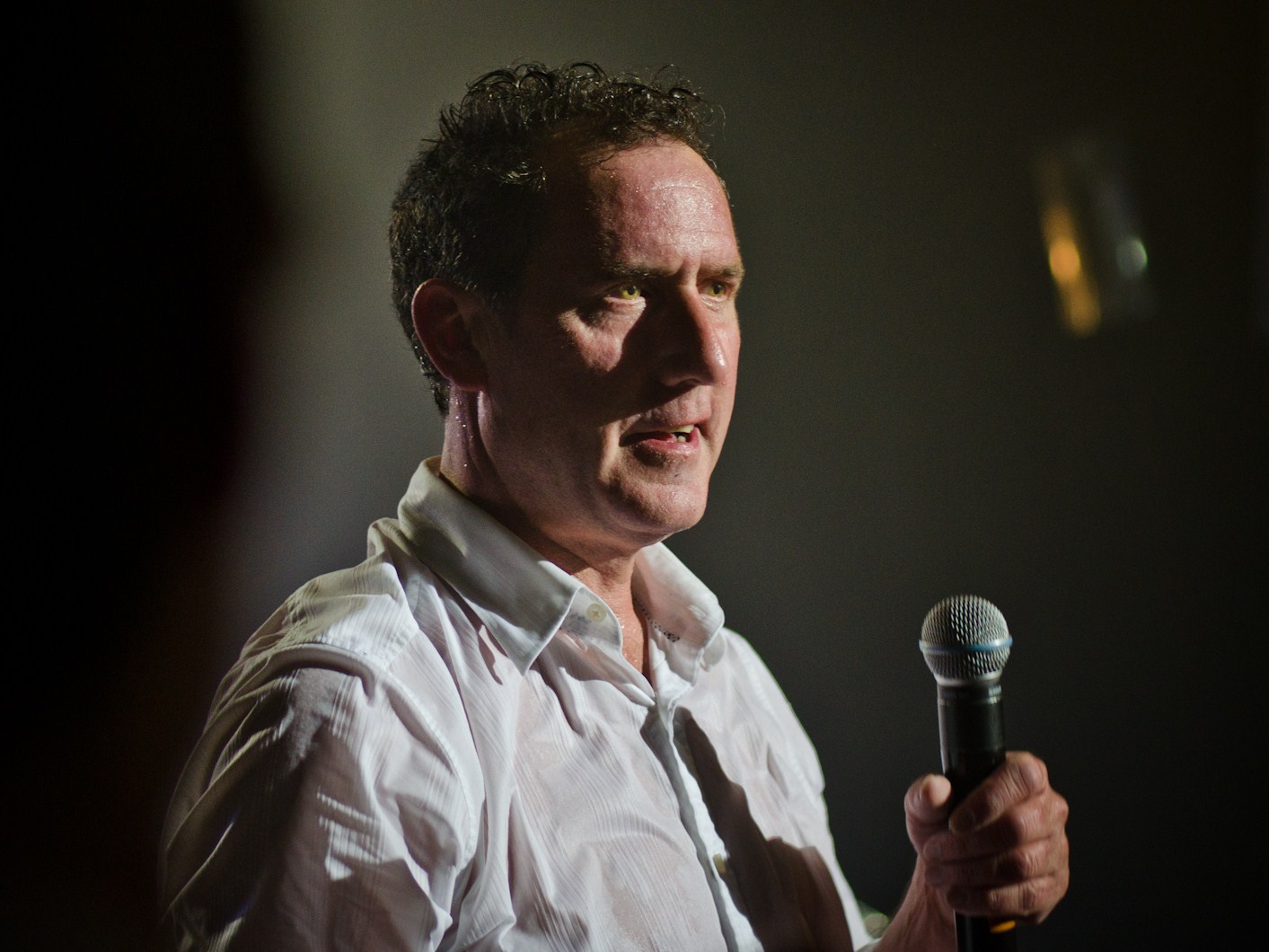
Andy McCluskey während eines OMD-Konzerts (2011)

George Andrew „Andy“ McCluskey (* 24. Juni 1959 in Heswall, Wirral) ist ein britischer Musiker, Songwriter und Musikproduzent.

## Biografie

### Orchestral Manoeuvres in the Dark
Andy McCluskey ist einer der Gründer sowie der Sänger und Bassist der 1978 gegründeten Band Orchestral Manoeuvres in the Dark (auch unter den Abkürzungen OMD oder O.M.D. bekannt). Die Band löste sich 1989 auf, McCluskey behielt die Namensrechte und führte die Band ab 1990 alleine weiter. Seit 2007 tourt er wieder mit OMD in der Originalbesetzung mit dem Mitgründer Paul Humphreys.

### Atomic Kitten
McCluskey gründete 1998 die Girlgroup Atomic Kitten und war bis 2002 für viele Lieder der Band als Songwriter und Produzent tätig. Deren erster Nummer-eins-Hit Whole Again stammt aus seiner Feder und war 2002 in der Kategorie Internationaler Hit des Jahres für den Ivor Novello Award nominiert.